# Quận Columbus, North Carolina
Quận Columbus là một quận nằm ở tiểu bang Bắc Carolina. Quận lỵ đóng ở Whiteville6.

## Địa lý
Theo Cục điều tra dân số Hoa Kỳ, quận có tổng diện tích 954 dặm Anh vuông (2.470 km²), trong đó, 937 dặm Anh vuông (2.426 km²) là diện tích đất và 17 dặm Anh vuông (44 km²) trong tổng diện tích (1.76%) là diện tích mặt nước.

### Các thị trấn
Quận có 7 thị trấn: Bolton, Cerro Gordo, Chadbourn, Fair Bluff, Tabor City, Lake Waccamaw, và Whiteville. In addition there are nine xã: Bogue, Bug Hill, Lees, Ransom, South Williams, Tatums, Welch Creek, Western Prong và Williams

### Các quận giáp ranh
- Quận Bladen, Bắc Carolina - Bắc
- Quận Pender, Bắc Carolina - Đông bắc
- Quận Brunswick, Bắc Carolina - Đông nam
- Quận Horry, Nam Carolina - Tây nam
- Quận Robeson, Bắc Carolina - Tây bắc

## Thông tin nhân khẩu
Theo cuộc điều tra dân số2 tiến hành năm 2000, quận này có dân số 54.749 người, 21.308 hộ, và 15.043 gia đình sinh sống trong quận này. Mật độ dân số là 58/sq mi (23/km²).  As of 2004, có 24.668 đơn vị nhà ở với một mật độ bình quân là 26/sq mi (10/km²).  The racial makeup for the county was 64,9% người da trắng, 31,1% người da đen hoặc người Mỹ gốc Phi, 3,1% người thổ dân châu Mỹ, 0,2% người gốc châu Á, 2,7% từ các chủng tộc khác, và 0,6% từ hai hay nhiều chủng tộc.  2,7% dân số là người Hispanic hoặc người Latin thuộc bất cứ chủng tộc nào.
Có 21,308 hộ trong đó có 31,50% có con cái dưới tuổi 18 sống chung với họ, 50,80% là những cặp kết hôn sinh sống với nhau, 15,80% có một chủ hộ là nữ không có chồng sống cùng, và 29,40% là không gia đình. 26,50% trong tất cả các hộ gồm các cá nhân và 11,70% có người sinh sống một mình và có độ tuổi 65 tuổi hay già hơn.  Quy mô trung bình của hộ là 2,50 còn quy mô trung bình của gia đình là 3,01,
Phân bố độ tuổi của cư dân sinh sống trong huyện là 25,70% dưới độ tuổi 18, 8,70% từ 18 đến 24, 27,40% từ 25 đến 44, 24,40% từ 45 đến 64, và 13,80% người có độ tuổi 65 tuổi hay già hơn.  Độ tuổi trung bình là 37 tuổi. Cứ mỗi 100 nữ giới thì có 92,60 nam giới. Cứ mỗi 100 nữ giới có độ tuổi 18 và lớn hơn thì, có 89,40 nam giới.
Về thu nhập, nam giới có thu nhập bình quân $28.494 so với mức thu nhập $19.867 đối với nữ giới. Thu nhập bình quân đầu người của quận là $14.415, Khoảng 17,60% gia đình và 20,30% dân số sống dưới ngưỡng nghèo, bao gồm 30,00% những người có độ tuổi 18 và 25,50% là những người 65 tuổi hoặc già hơn.